# Entenberg

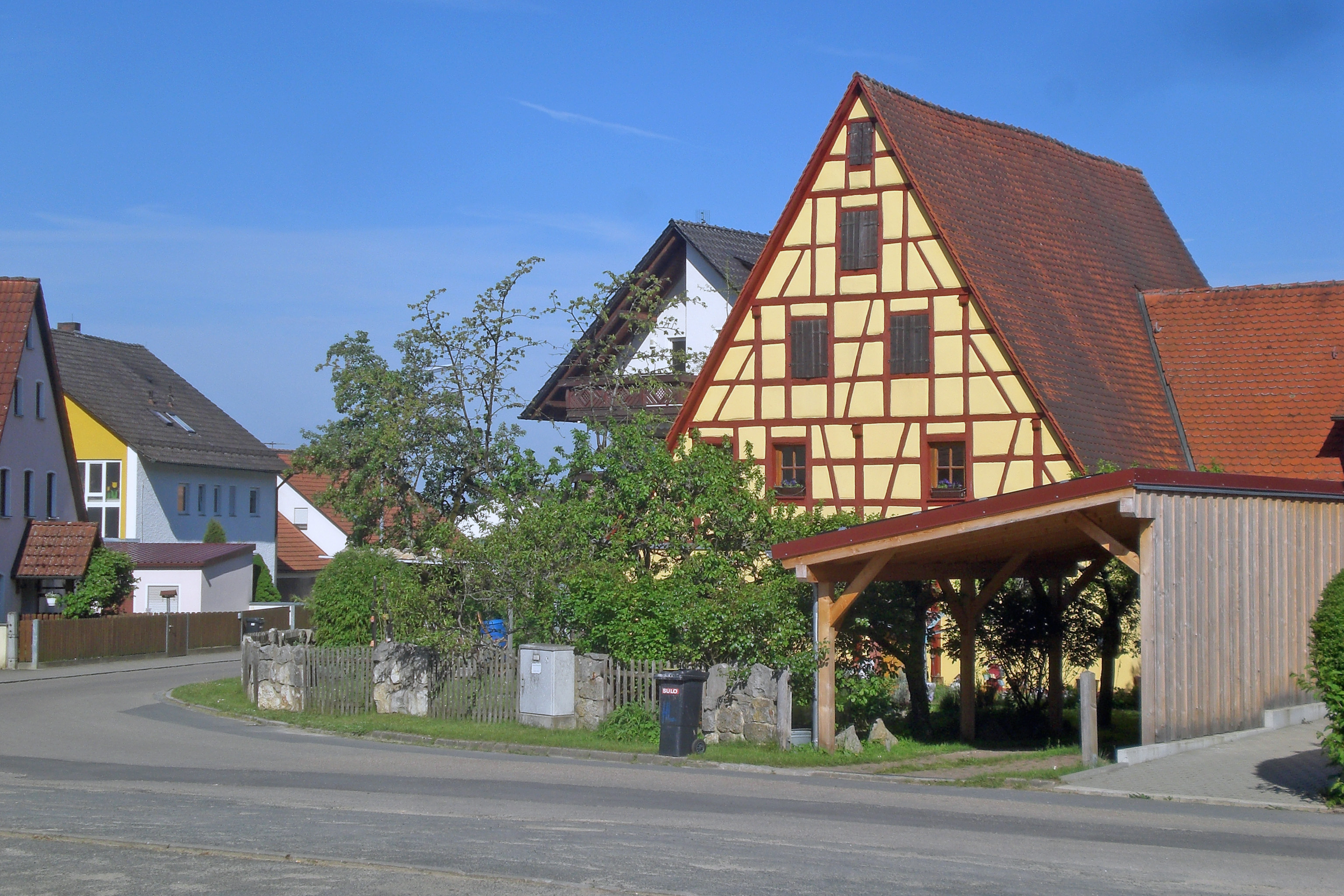
Ortsbild Entenberg (2024)

Entenberg (frühere Schreibweise: Endenberg) ist ein Gemeindeteil der Gemeinde Leinburg im Landkreis Nürnberger Land (Mittelfranken, Bayern). Die Gemarkung Entenberg hat eine Fläche von 2,269 km². Sie ist in 958 Flurstücke aufgeteilt, die eine durchschnittliche Flurstücksfläche von 2368,27 m² haben.

## Geographie

### Geographische Lage
Das Pfarrdorf liegt in einem kleinen Talkessel, der im Norden vom Nonnenberg und Buchenberg, sowie im Süden vom Balcher eingerahmt wird. Südlich des Ortes entspringt am Nordabhang des Balcher im Waldgebiet Langes Ried der Haidelbach. Eine Gemeindeverbindungsstraße führt nach Gersdorf zur Staatsstraße 2404 (1,4 km nordwestlich) bzw. nach Egensbach (2 km östlich). Eine weitere Gemeindeverbindungsstraße führt nach Oberhaidelbach ebenfalls zur St 2404 (1,4 km westlich).

### Naturräumliche Zuordnung

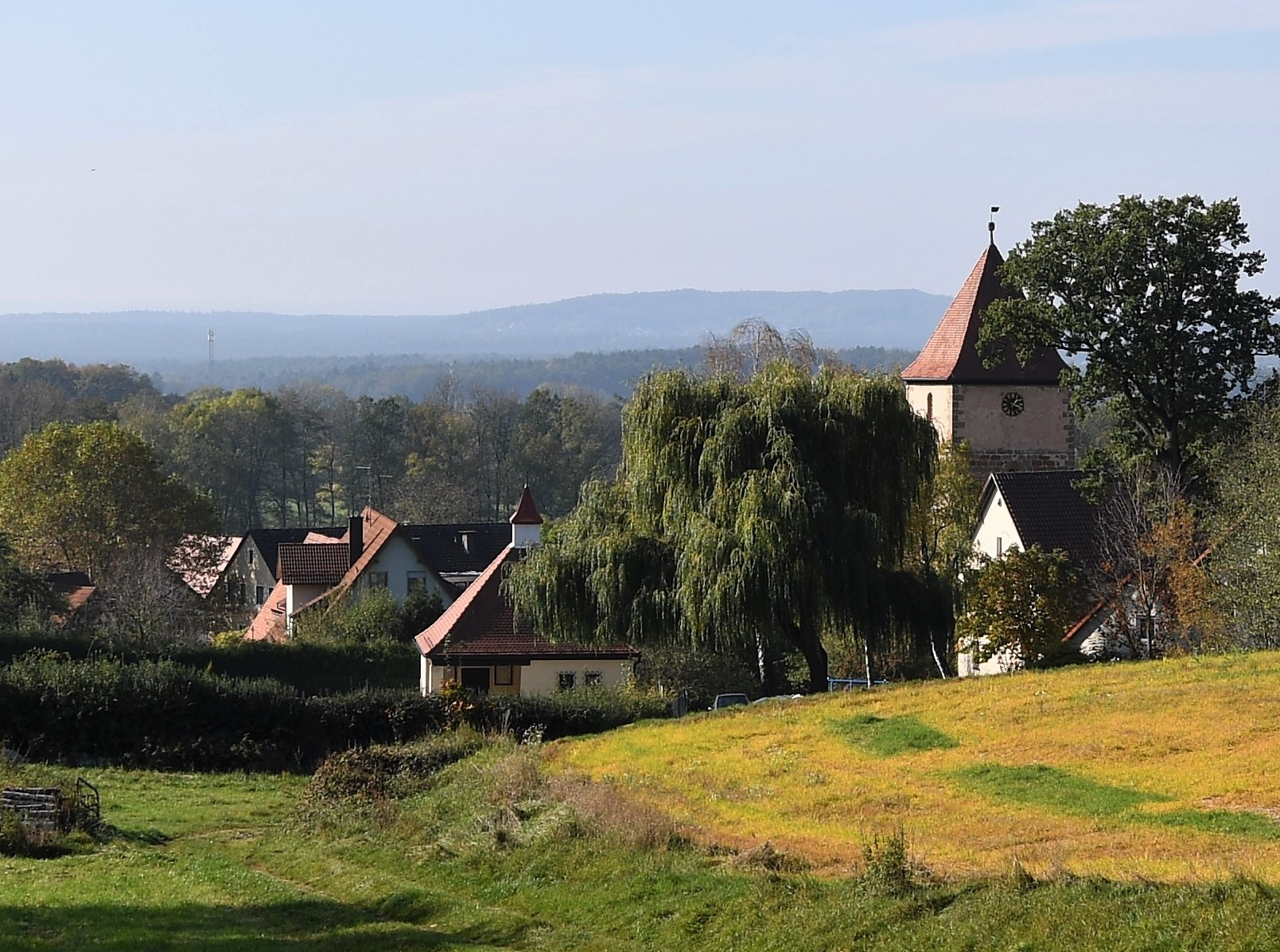
Ortsansicht von Entenberg aus nordwestlicher Richtung, im Hintergrund ist das flachwellige Albvorland bis zum Moritzberg sichtbar.

Naturräumlich gehört Entenberg zum nördlichen Teil der Mittleren Frankenalb und zum Vorland der Nördlichen Frankenalb (Meynen/Schmithüsen et al.). Der Steilanstieg zum Albtrauf stellt die Grenze der beiden Naturraum-Einheiten dar. Nach der naturräumlichen Gliederung Deutschlands (Axel Ssymank) liegen sie in der Naturraum-Haupteinheit Fränkische Alb.

### Geologie
Entenberg befindet sich in der Hersbrucker Alb. Geologisch gehört die Hersbrucker Alb zum Frankenjura und ist Bestandteil des Südwestdeutschen Schichtstufenlandes. In der charakteristischen Juralandschaft von Entenberg treten die darunter anstehenden geologischen Schichten Weißer Jura (Malm) und Brauner Jura (Dogger) zutage. Diese geologischen Formationen bilden aus der Talperspektive eine typische Schichtstufenlandschaft. Das Haidelbachtal hat sich in die Hochflächen der Albüberdeckung eingeschnitten und ist mit quartären Talfüllungen bedeckt. Die Opalinuston-Formation aus der Braunjura-Gruppe bildet im Siedlungsraum von Entenberg die untere Schicht. Sie besteht aus blau- bis schwarzgrauem und schluffigem Ton- und Tonmergelstein mit Konkretionen aus Toneisenstein. Darauf lagert in westlicher Richtung von Entenberg eine weitere Schicht aus der Braunjura-Gruppe, die so genannte Eisensandstein-Formation (Dogger Beta). Der fein- bis mittelkörnige Sandstein der geologischen Schicht enthält Eiseneinschüsse und Eisenerz-Flöze. Darüber folgt eine Braunjura-Schicht der Sengenthal-Formation, welche den chronostratigraphischen Übergang zwischen Brauner Jura und Weißer Jura darstellt. Kalkarenit mit graubrauner bis gelbbrauner Tönung ist das prägende Gestein dieser geologischen Formation. Der obere Höhenzug des Buchenberges und des Balchers weist eine Schicht aus der Weißjura-Gruppe auf, die der Hartmannshof-Formation (Malm Alpha und Beta) zuzuordnen ist und Mergelstein mit Kalksteinlagen enthält. In die Bergkuppen des Buchberges und des Balchers sind Schichten aus der Dolomit-dominiertem Frankenalb-Formation eingelagert.

### Boden

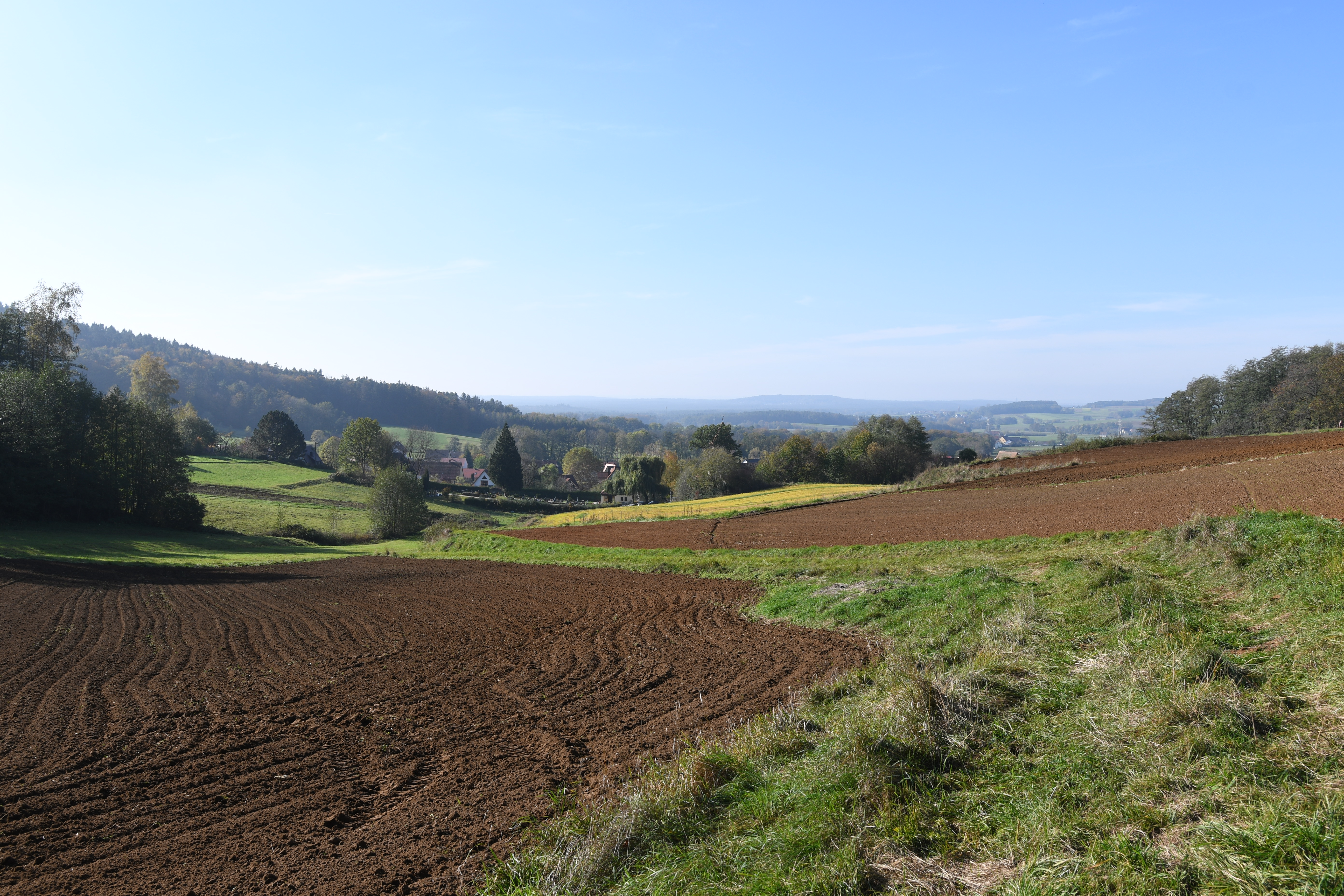
Ackerbaulich genutzte Braunerdeböden am Fuße des Buchenberges auf Braunjura-Schichten der Eisensandstein-Formation: Aufgrund der hohen Reliefenergie des Landschaftsraumes wurden Ackerterrassen angelegt.

Auf den Doggerstandorten hat sich der Bodentyp Braunerde entwickelt. Im Übergangs zwischen Brauner Jura und Weißer Jura (Sengenthal-Formation) sind Gleye und andere grundwasserbeeinflusste Böden entstanden. Auf den Malmflächen haben sich flachgründige Rendzina-Böden etabliert. Die Täler weisen Gleye und andere grundwasserbeeinflusste Böden auf.

### Klima
Entenberg liegt in der kühl-gemäßigten Klimazone und weist ein humides Klima auf. Der Landschaftsraum des Dorfes befindet sich im Übergangsbereich zwischen dem feuchten atlantischen und dem trockenen Kontinentalklima. Nach der Klimaklassifikation von Köppen/Geiger zählt Entenberg zum gemäßigten Ozeanklima (Cfb-Klima). Dabei bleibt die mittlere Lufttemperatur des wärmsten Monats unter 22 °C und die des kältesten Monats über −3 °C.

### Schutzgebiet
Die umgebende Landschaft des Dorfes Entenberg wurde aufgrund der landschaftlichen Schönheit, des besonderen Erholungswerts und des leistungsfähigen Naturhaushalts als Landschaftsschutzgebiet Südlicher Jura mit Moritzberg und Umgebung (LSG-00544.01) im Jahre 1985 unter Schutz gestellt. Das großräumige 16.637 Hektar große Schutzgebiet umfasst die Juralandschaften südlich der Pegnitz um den Moritzberg bis Pommelsbrunn.
Am Nordosthang des Buchenberges befindet sich die sehenswerte Steinerne Rinne am Buchenberg.

### Kulturlandschaft
Entenberg zeichnet sich durch eine kleinteilige und reichgegliederte Kulturlandschaft aus. Historische Kulturlandschaftselemente sind neben den Ackerterrassen auch ehemalige Hutanger-Flächen am Fuße des Buchenberges. Aufgrund der in Franken weit verbreiteten Realteilung war das Gemeindegebiet bis in das 20. Jahrhundert durch eine kleinteilige Flurstruktur gekennzeichnet. Das Flurbild war durch sehr schmale Streifen charakterisiert. Die Streifenparzellen verliefen orthogonal zur Gehöftleitlinie und die Hofstellen ordneten sich weitgehend an der Entenberger Hauptstraße als zentrale Besiedlungsachse an.

## Geschichte

### Mittelalter
Die erste Erwähnung von Entenberg datiert aus dem Jahr 1072, als der Eichstätter Bischof Gundekar dort dem heiligen Petrus eine Kirche weihte. Dies geschah im Rahmen von drei Reisen, die Bischof Gundekar II. von Eichstätt von 1057 bis 1075 in der Gegend unternommen hatte und bei denen er Weihehandlungen an mehreren Sakralbauten vorgenommen hatte, darunter auch in Entenberg. Bei dieser Kirche handelte es sich um eine Tochterkirche der Urpfarrei Offenhausen, mit der Entenberg über einen Priesterweg verbunden war, der zunächst über den östlich des Ortes gelegenen kleinen Sattel hinunter zum Talkessel von Egensbach, und von dort aus dann weiter nach Offenhausen führte.
Zu Beginn des 12. Jahrhunderts wurde die Gegend um Entenberg von Kaiser Heinrich V. an Herzog Konrad verliehen und befand sich danach etwa 100 Jahre im Besitz der Staufer. Eine weitere urkundliche Nennung von Entenberg erfolgte im Jahr 1291, als es als Adelssitz des Ritters Ulrich Schwepfermann von Entenberg bezeichnet wurde.

### Neuzeit
Eine tief greifende Zäsur in der Ortsgeschichte erfolgte 1504 während des Landshuter Erbfolgekrieges. In diesem Jahr wurde das Dorf wie viele andere Orte der Umgebung von den Truppen der Reichsstadt Nürnberg besetzt. Mit dem ein Jahr später erfolgten Friedensschluss gelangte es endgültig in den Besitz dieser Reichsstadt und gehörte danach für knapp drei Jahrhunderte zu deren Landgebiet. Zusammen mit den westlichen Nachbarorten wurde Entenberg 1796 zu einem Bestandteil von Ansbach-Bayreuth und damit preußisch, ehe es mit der 1806 durch das Königreich Bayern erfolgten Annektierung Nürnbergs bayerisch wurde.
Mit dem Gemeindeedikt (frühes 19. Jahrhundert) wurde der Steuerdistrikt Entenberg gebildet. Zu diesem gehörten Gersdorf, Oberhaidelbach, Pötzling, Pühlhof, Reuth und Weihersberg. Zugleich entstand die Ruralgemeinde Entenberg, zu der keine weitere Orte gehörten. Sie unterstand in Verwaltung und Gerichtsbarkeit dem Landgericht Altdorf. Im Zuge der Gebietsreform in Bayern wurde Entenberg am 1. Mai 1978 nach Leinburg eingemeindet.

### Einwohnerentwicklung der (ehemaligen) Gemeinde Entenberg
Im Jahr 2018 zählte Entenberg 343 Einwohner.
| Jahr          | 1910 | 1933 | 1939 | 1961 | 1987 | 2016 | 2018 |
| Einwohnerzahl | 208  | 203  | 204  | 201  | 282  | 345  | 343  |

## Freizeit

### Wanderweg

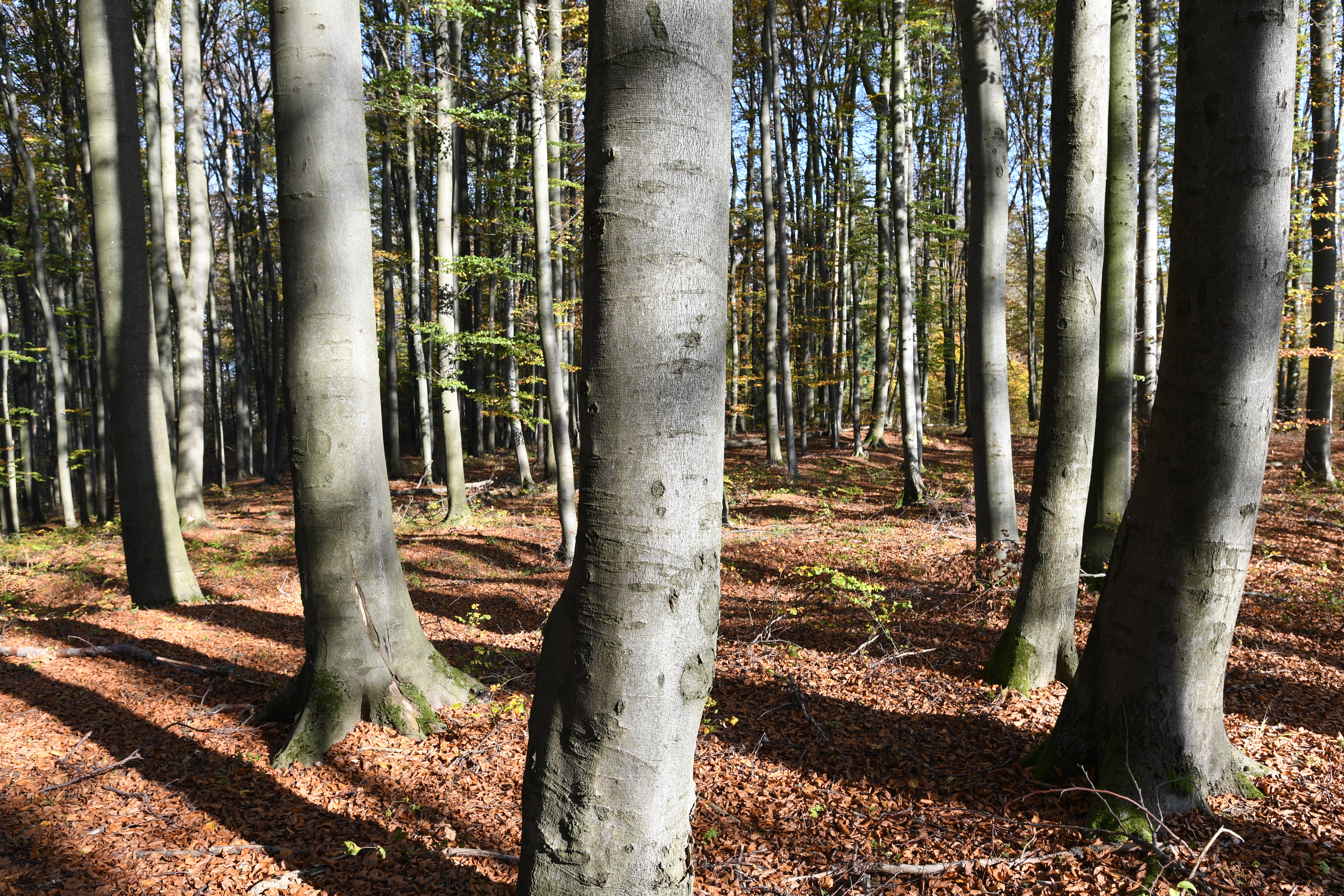
Buchenwald bei Entenberg entlang des Fränkischen Dünenweges

Durch das Dorf führt der 85,7 Kilometer lange Fränkische Dünenweg. Die 2. Etappe des Dünenweges verläuft von Weißenbrunn über Entenberg nach Röthenbach a. d. Pegnitz und weist eine Länge von circa 17 Kilometern auf. Der Fernwanderweg des Fränkischen Albvereins trägt in diesem Abschnitt den Namen Wandern im Buchenwald. Der Höhenzug vom Entenberg Sattel zum Balcher führt durch einen  Rotbuchenwald. Die namensgebende Rotbuche (Fagus sylvatica) ist die dominierende Baumart auf den Malm- und Dogger-Standorten.

### Radweg
Durch Entenberg führen zahlreiche Radwege. Beispielsweise verläuft der Radwanderweg 11 des Landkreises Nürnberger Land (Wege ID: 9147) durch Entenberg. Zwischen Henfenfeld, Engelthal und Offenhausen führt zudem ein Höhenweg (Wege ID: 23106), der an Entenberg angebunden ist. Der profilierte Radwanderweg geleitet durch die Juralandschaft von Entenberg und ist für Mountainbiker aufgrund der Wegeführung geeignet.

### Wintersport
Im Winter stehen bei passender Witterung zwei Schlepplifte mit einer Länge von 260 und 280 Metern zur Verfügung.

## Baudenkmäler

### Pfarrkirche St. Peter und Paul

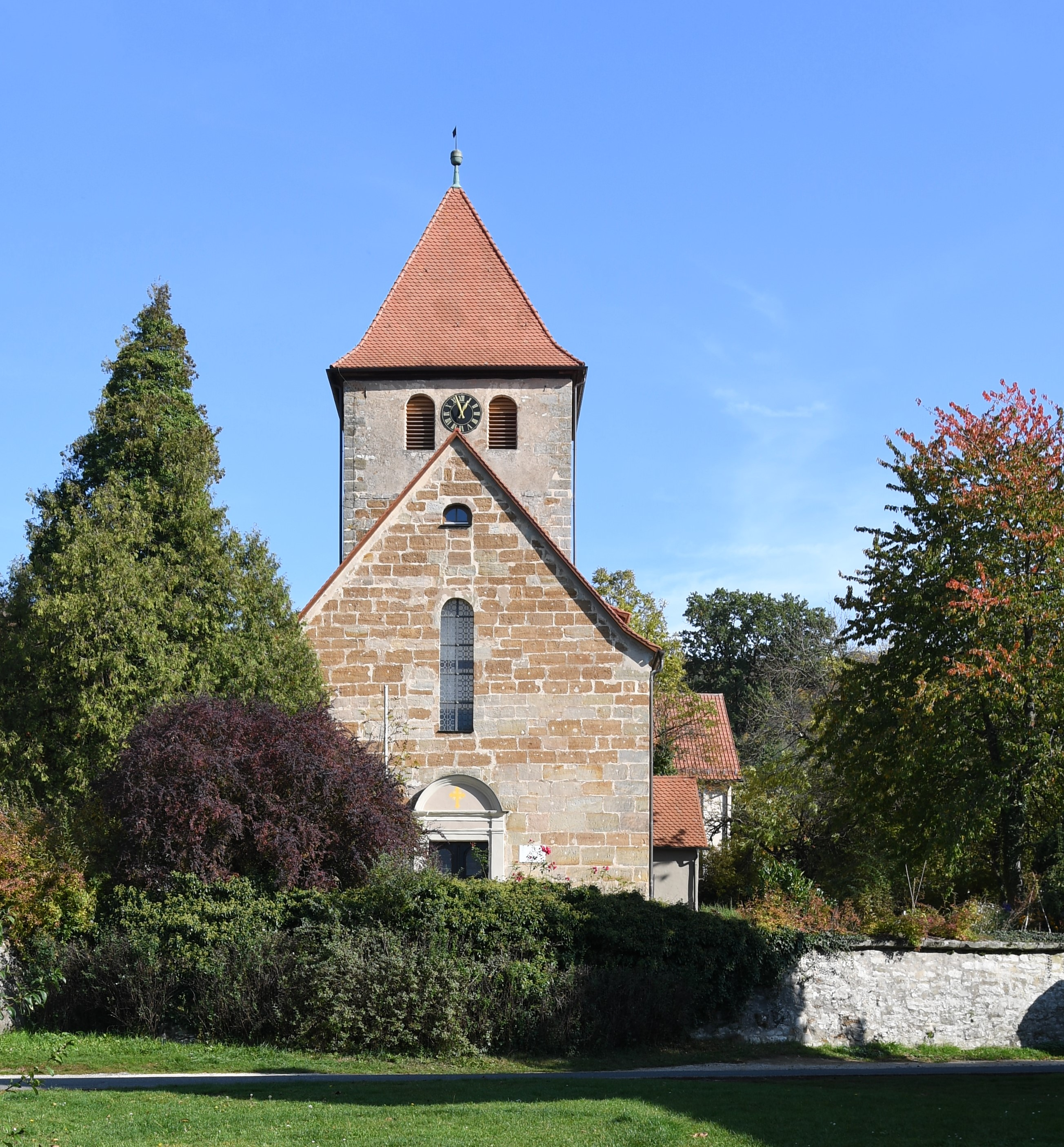
Evangelisch-lutherische Pfarrkirche Sankt Peter und Paul

Die evangelisch-lutherische Pfarrkirche St. Peter und Paul im Nordwesten des Ortskerns prägt das Orts- und Landschaftsbild von Entenberg und ist als Baudenkmal geschützt.

### Ehemaliges Wohnstallhaus

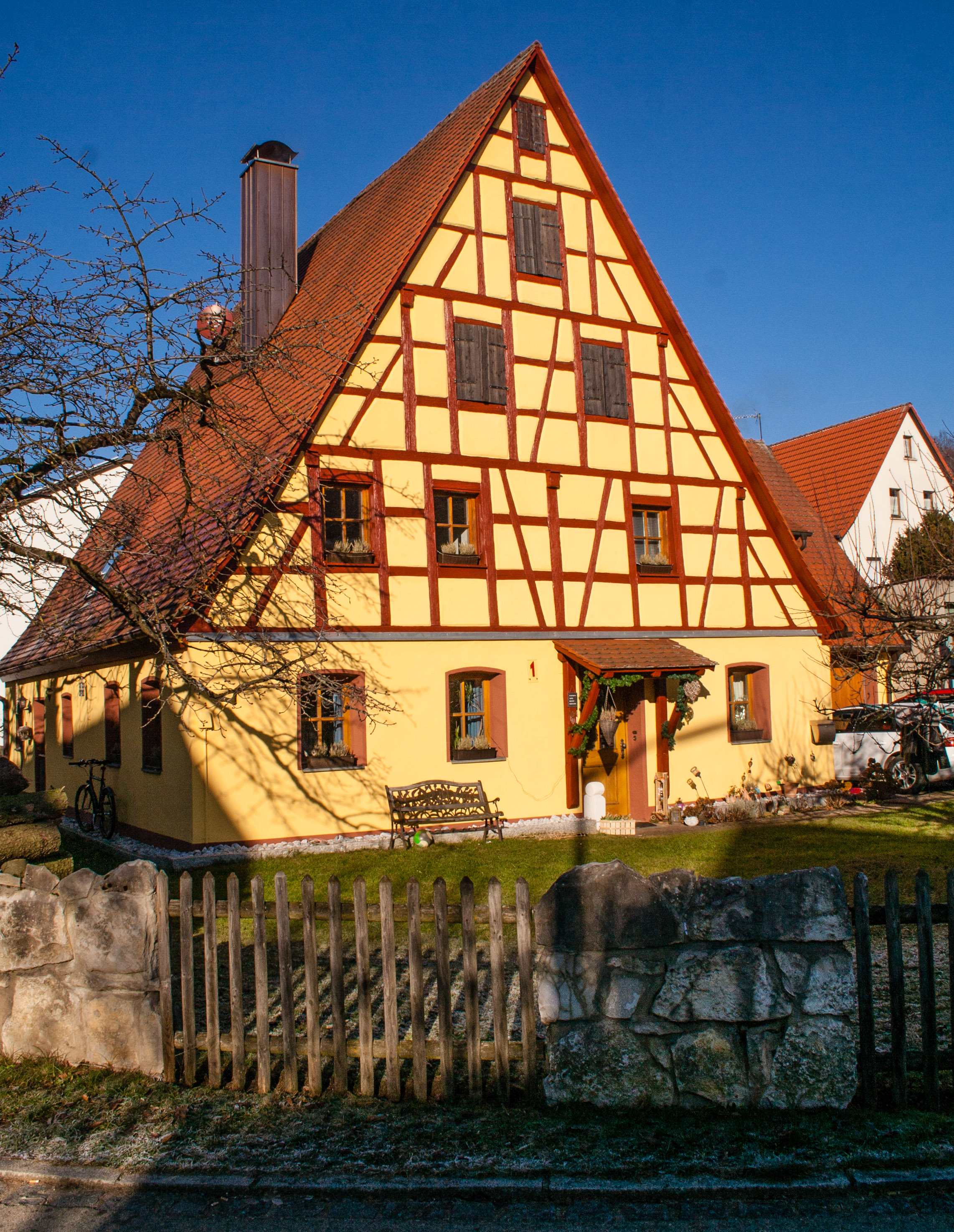
Ehemaliges Wohnstallhaus

In Entenberg befinden sich fünf Baudenkmäler, darunter ein aus der ersten Hälfte des 19. Jahrhunderts stammendes ehemaliges Wohnstallhaus, das als massiver eingeschossiger Steilsatteldachbau ausgeführt ist.